# Olympische Winterspiele 2006/Eishockey (Frauen)
Das Eishockeyturnier der Frauen bei den Olympischen Winterspielen 2006 in Turin fand vom 11. bis zum 20. Februar – so wie bei den Spielen in Salt Lake City – mit acht Nationalmannschaften statt. Die Frauen spielten die Vorrunde sowohl im 12.350 Zuschauer fassenden Palasport Olimpico als auch im Torino Esposizioni mit einem Fassungsvermögen von 4.320 Zuschauern. Die Finalrunde fand ausschließlich im Palasport Olimpico statt, während die weiteren Platzierungsspiele im Torino Esposizioni ausgetragen wurden. Insgesamt fanden elf der 20 Spiele im Palasport Olimpico statt.
Kanada verteidigte durch einen 4:1-Finalsieg über Schweden den vor vier Jahren in Salt Lake City erstmals errungenen Olympiatitel. Es war zudem das erste Mal in der Geschichte des Fraueneishockeys, dass das Finale eines olympischen Eishockeyturniers oder einer Weltmeisterschaft nicht zwischen Kanada und den USA bestritten wurde. Die den Schweden im Halbfinale unterlegenen US-Amerikanerinnen sicherten sich den dritten Rang und damit Bronze.

## Qualifikation
Für das Turnier waren die ersten vier Nationen der IIHF-Weltrangliste nach Abschluss der Weltmeisterschaft 2004 sowie die Gastgebernation automatisch qualifiziert. Weitere drei Teilnehmer wurden in Qualifikationsturnieren ausgespielt.
Als Gastgeber automatisch teilnahmeberechtigt:
- Italien

Als beste vier Mannschaften der IIHF-Weltrangliste 2004 qualifizierten sich:
- Kanada
- USA
- Finnland
- Schweden

Über die drei Qualifikationsturniere qualifizierten sich:
- Russland
- Deutschland
- Schweiz

## Modus
Die acht Teams des olympischen Eishockeyturniers wurden in der Vorrunde in zwei Gruppen zu je vier Mannschaften eingeteilt. Dabei setzten sich die beiden Gruppen nach den Platzierungen der Nationalmannschaften in der IIHF-Weltrangliste nach der Weltmeisterschaft 2004 nach folgendem Schlüssel zusammen:
| Gruppe A     | Gruppe B        |
| ------------ | --------------- |
| Kanada (1)   | USA (2)         |
| Schweden (4) | Finnland (3)    |
| Russland (5) | Deutschland (6) |
| Italien (17) | Schweiz (8)     |

Innerhalb der Gruppen spielten die Mannschaften zunächst nach dem Modus Jeder-gegen-Jeden, sodass jede Mannschaft zunächst drei Spiele bestritt.
Die beiden Gruppenersten spielten über Kreuz das Halbfinale aus – also Sieger A gegen Zweiter B und Sieger B gegen Zweiter A –, die Sieger zogen ins Finale ein. Die Verlierer der Halbfinals spielten die Bronzemedaille aus. Die Mannschaften auf den Ränge 3 und 4 der Vorrunde spielten eine Platzierungsrunde, wobei sie ebenfalls erst über Kreuz spielten, die Sieger dieser Spiele spielten dann um Platz 5, die Verlierer um Platz 7.

## Austragungsorte
| \| Turin \|                 |
| Austragungsort des Turniers |
| Turin                       |

| Turin |

## Vorrunde

### Gruppe A
| 11. Februar 2006 15:30 Uhr (Ortszeit) | Schweden N. Jansson (23:26) K. Timglas (25:14) M. Rooth (40:32) | 3:1 (0:0, 2:1, 1:0) Spielbericht | Russland S. Trefilowa (39:21) | Palasport Olimpico, Turin Zuschauer: 6.500 |

| 11. Februar 2006 20:30 Uhr | Kanada C. Ouellette (1:36) C. Ouellette (1:52) H. Wickenheiser (4:04) C. Ouellette (6:53) C. Pounder (11:34) S. Vaillancourt (20:25) C. MacLeod (22:32) C. Piper (38:45) H. Wickenheiser (39:56) G. Apps (41:35) J. Botterill (47:31) J. Hefford (48:41) C. Pounder (49:42) D. Goyette (52:19) G. Apps (56:15) K. Weatherston (57:37) | 16:0 (5:0, 4:0, 7:0) Spielbericht | Italien | Palasport Olimpico, Turin Zuschauer: 8.399 |

| 12. Februar 2006 16:30 Uhr | Russland | 0:12 (0:7, 0:2, 0:3) Spielbericht | Kanada V. Sunohara (4:53) M. Agosta (6:52) C. Piper (10:00) D. Goyette (15:14) C. Piper (16:18) H. Wickenheiser (17:48) M. Agosta (19:20) K. Weatherston (27:19) M. Agosta (33:27) C. Piper (41:16) S. Vaillancourt (47:47) C. MacLeod (52:33) | Torino Esposizioni, Turin Zuschauer: 2.414 |

| 13. Februar 2006 15:00 Uhr | Schweden T. Sjölander (7:09) T. Sjölander (15:45) G. Andersson (18:15) N. Jansson (20:59) E. Holst (25:05) A.-L. Edstrand (31:45) M. Rooth (32:37) G. Andersson (34:16) T. Sjölander (49:31) M. Rooth (50:55) A.-L. Edstrand (58:08) | 11:0 (3:0, 5:0, 3:0) Spielbericht | Italien | Torino Esposizioni, Turin Zuschauer: 2.156 |

| 14. Februar 2006 13:00 Uhr | Italien S. Florian (8:02) | 1:5 (1:1, 0:1, 0:3) | Russland J. Gladyschewa (11:17) S. Trefilowa (25:51) I. Gawrilowa (44:31) I. Gawrilowa (46:53) S. Trefilowa (53:04) | Torino Esposizioni, Turin Zuschauer: 2.046 |

| 14. Februar 2006 13:00 Uhr | Kanada G. Apps (4:36) H. Wickenheiser (12:28) G. Apps (23:53) G. Apps (30:58) D. Goyette (34:02) K. Weatherston (37:25) J. Botterill (38:53) D. Goyette (46:02) | 8:1 (2:0, 5:1, 1:0) Spielbericht | Schweden Y. Lindberg (36:12) | Palasport Olimpico, Turin Zuschauer: 6.850 |

| Pl. |          | Sp | S | U | N | Tore  | Punkte |
| --- | -------- | -- | - | - | - | ----- | ------ |
| 1.  | Kanada   | 3  | 3 | 0 | 0 | 36:01 | 6:0    |
| 2.  | Schweden | 3  | 2 | 0 | 1 | 15:09 | 4:2    |
| 3.  | Russland | 3  | 1 | 0 | 2 | 06:16 | 2:4    |
| 4.  | Italien  | 3  | 0 | 0 | 3 | 01:32 | 0:6    |

Abkürzungen: Pl. = Platz, Sp = Spiele, S = Siege, U = Unentschieden, N = Niederlagen

Erläuterungen: Qualifikant für das Halbfinale

### Gruppe B
| 11. Februar 2006 13:00 Uhr (Ortszeit) | Finnland M. Pehkonen (8:15) H. Pelttari (17:02) M.-H. Pälvilä (43:13) | 3:0 (2:0, 0:0, 1:0) Spielbericht | Deutschland | Torino Esposizioni, Turin Zuschauer: 3.200 |

| 11. Februar 2006 18:00 Uhr | USA Ka. King (2:38) T. Dunn-Luoma (32:27) K. Wendell (47:53) N. Darwitz (50:33) K. Wendell (52:40) J. Potter (58:50) | 6:0 (1:0, 1:0, 4:0) Spielbericht | Schweiz | Torino Esposizioni, Turin Zuschauer: 2.900 |

| 12. Februar 2006 19:00 Uhr | Deutschland | 0:5 (0:2, 0:2, 0:1) Spielbericht | USA J. Potter (4:33) Ka. King (17:13) S. Parsons (21:11) N. Darwitz (29:57) S. Parsons (50:54) | Palasport Olimpico, Turin Zuschauer: 7.794 |

| 13. Februar 2006 17:30 Uhr | Finnland S. Tuominen (14:10) K. Rantamäki (45:21) M. Saarinen (51:58) M. Pehkonen (52:50) | 4:0 (1:0, 0:0, 3:0) Spielbericht | Schweiz | Palasport Olimpico, Turin Zuschauer: 4.259 |

| 14. Februar 2006 18:00 Uhr | Schweiz T. Schumacher (29:00) | 1:2 (0:0, 1:2, 0:0) Spielbericht | Deutschland M. Lanzl (23:16) C. Oswald (29:36) | Torino Esposizioni, Turin Zuschauer: 2.000 |

| 14. Februar 2006 20:30 Uhr | USA S. Parsons (8:08) S. Parsons (38:54) Ka. King (41:28) A. Ruggiero (50:16) N. Darwitz (51:01) K. Wendell (52:18) A. Ruggiero (55:36) | 7:3 (1:2, 1:1, 5:0) Spielbericht | Finnland M. Pehkonen (0:13) E. Laaksonen (11:26) K. Kovalainen (32:01) | Palasport Olimpico, Turin Zuschauer: 7.697 |

| Pl. |             | Sp | S | U | N | Tore  | Punkte |
| --- | ----------- | -- | - | - | - | ----- | ------ |
| 1.  | USA         | 3  | 3 | 0 | 0 | 18:03 | 6:0    |
| 2.  | Finnland    | 3  | 2 | 0 | 1 | 10:07 | 4:2    |
| 3.  | Deutschland | 3  | 1 | 0 | 2 | 02:09 | 2:4    |
| 4.  | Schweiz     | 3  | 0 | 0 | 3 | 01:12 | 0:6    |

Abkürzungen: Pl. = Platz, Sp = Spiele, S = Siege, U = Unentschieden, N = Niederlagen

Erläuterungen: Qualifikant für das Halbfinale

## Platzierungsrunde
|  | Platzierungsrunde Plätze 5–8 | Platzierungsrunde Plätze 5–8 | Platzierungsrunde Plätze 5–8 |                  |  | Spiel um Platz 5 | Spiel um Platz 5 | Spiel um Platz 5 |
|  |                              |                              |                              |                  |  |                  |                  |                  |
|  |                              |                              |                              |                  |  |                  |                  |                  |
|  | B3                           | Deutschland                  | 5                            |                  |  |                  |                  |                  |
|  | A4                           | Italien                      | 2                            |                  |  | B3               | Deutschland      | 1                |
|  |                              |                              |                              |                  |  | A3               | Russland         | 0                |
|  |                              |                              |                              |                  |  |                  |                  |                  |
|  |                              |                              |                              | Spiel um Platz 7 |  |                  |                  |                  |
|  | A3                           | Russland                     | 6                            |                  |  |                  |                  |                  |
|  | B4                           | Schweiz                      | 2                            |                  |  | B4               | Schweiz          | 11               |
|  |                              |                              |                              |                  |  | A4               | Italien          | 0                |
|  |                              |                              |                              |                  |  |                  |                  |                  |

| 17. Februar 2006 13:00 Uhr (Ortszeit) | Russland S. Trefilowa (2:03) T. Burina (25:14) L. Mischina (26:19) L. Mischina (30:00) L. Mischina (39:18) A. Kapustina (52:17) | 6:2 (1:1, 4:1, 1:0) Spielbericht | Schweiz R. Rochat (10:52) K. Lehmann (31:55) | Torino Esposizioni, Turin Zuschauer: 2.800 |

| 17. Februar 2006 18:30 Uhr | Deutschland M. Becker (0:27) S. Seiler (5:32) N. Holmes (7:47) M. Becker (42:50) N. Ritter (55:35) | 5:2 (3:2, 0:0, 2:0) Spielbericht | Italien M. Leitner (6:18) M. Leitner (6:59) | Torino Esposizioni, Turin Zuschauer: 2.750 |

### Spiel um Platz 7
| 20. Februar 2006 13:00 Uhr | Schweiz D. Diaz (4:33) D. Diaz (9:54) J. Marty (16:06) K. Lehmann (16:41) L. Ruhnke (22:36) J. Marty (26:51) C. Meier (31:09) K. Lehmann (32:48) L. Ruhnke (33:16) S. Marty (35:37) S. Marty (56:08) | 11:0 (4:0, 6:0, 1:0) Spielbericht | Italien | Torino Esposizioni, Turin Zuschauer: 2.500 |

### Spiel um Platz 5
| 20. Februar 2006 17:05 Uhr | Deutschland M. Becker (PS) | 1:0 n. P. (0:0, 0:0, 0:0, 0:0, 1:0) Spielbericht | Russland | Torino Esposizioni, Turin Zuschauer: 2.570 |

## Finalrunde
|  | Halbfinale | Halbfinale | Halbfinale |                  |  | Finale | Finale   | Finale |
|  |            |            |            |                  |  |        |          |        |
|  |            |            |            |                  |  |        |          |        |
|  | B1         | USA        | 2          |                  |  |        |          |        |
|  | A2         | Schweden   | 3          |                  |  | A2     | Schweden | 1      |
|  |            |            |            |                  |  | A1     | Kanada   | 4      |
|  |            |            |            |                  |  |        |          |        |
|  |            |            |            | Spiel um Platz 3 |  |        |          |        |
|  | A1         | Kanada     | 6          |                  |  |        |          |        |
|  | B2         | Finnland   | 0          |                  |  | B2     | Finnland | 0      |
|  |            |            |            |                  |  | B1     | USA      | 4      |
|  |            |            |            |                  |  |        |          |        |

### Halbfinale
| 17. Februar 2006 17:00 Uhr (Ortszeit) | USA Kr. King (11:55) K. Stephens (21:04) | 2:3 n. P. (1:0, 1:2, 0:0, 0:0, 0:1) Spielbericht | Schweden M. Rooth (26:17) M. Rooth (29:40) P. Winberg (PS) | Palasport Olimpico, Turin Zuschauer: 5.654 |

| 17. Februar 2006 21:00 Uhr | Kanada K. Weatherston (17:33) G. Apps (19:15) H. Wickenheiser (34:59) C. Ouellette (36:26) C. Piper (47:49) C. Piper (54:47) | 6:0 (2:0, 2:0, 2:0) Spielbericht | Finnland | Palasport Olimpico, Turin Zuschauer: 7.306 |

### Spiel um Platz 3
| 20. Februar 2006 16:35 Uhr | Finnland | 0:4 (0:3, 0:1, 0:0) Spielbericht | USA K. Stephens (2:32) Ka. King (8:09) Ka. King (11:05) Ka. King (21:44) | Palasport Olimpico, Turin Zuschauer: 5.150 |

### Finale
| 20. Februar 2006 20:30 Uhr | Schweden G. Andersson (45:24) | 1:4 (0:2, 0:2, 1:0) Spielbericht | Kanada G. Apps (3:15) C. Ouellette (12:13) C. Piper (28:58) J. Hefford (30:27) | Palasport Olimpico, Turin Zuschauer: 6.664 |

## Statistik

### Beste Scorerinnen
Abkürzungen: Sp = Spiele, T = Tore, V = Assists, Pkt = Punkte, +/− = Plus/Minus, SM = Strafminuten; Fett: Turnierbestwert
| Spieler             | Team     | Sp | T | V  | Pkt | +/− | SM |
| ------------------- | -------- | -- | - | -- | --- | --- | -- |
| Hayley Wickenheiser | Kanada   | 5  | 5 | 12 | 17  | +15 | 6  |
| Cherie Piper        | Kanada   | 5  | 7 | 8  | 15  | +15 | 0  |
| Gillian Apps        | Kanada   | 5  | 7 | 7  | 14  | +13 | 14 |
| Caroline Ouellette  | Kanada   | 5  | 5 | 4  | 9   | +12 | 4  |
| Maria Rooth         | Schweden | 5  | 5 | 4  | 9   | +1  | 2  |
| Jenny Potter        | USA      | 5  | 2 | 7  | 9   | +10 | 4  |
| Katie King          | USA      | 5  | 6 | 2  | 8   | +6  | 2  |
| Sarah Parsons       | USA      | 5  | 4 | 3  | 7   | +9  | 0  |
| Jayna Hefford       | Kanada   | 5  | 3 | 4  | 7   | +8  | 0  |
| Jennifer Botterill  | Kanada   | 5  | 1 | 6  | 7   | +6  | 4  |

### Beste Torhüterinnen
Quelle: iihf.com; Abkürzungen: Sp = Spiele, Min = Eiszeit (in Minuten), GT = Gegentore, SO = Shutouts, Sv% = gehaltene Schüsse (in %), GTS = Gegentorschnitt; Fett: Turnierbestwert
| Spieler            | Team        | Sp | Min    | GT | SO | Sv%   | GTS  |
| ------------------ | ----------- | -- | ------ | -- | -- | ----- | ---- |
| Charline Labonté   | Kanada      | 3  | 180:00 | 1  | 2  | 97,62 | 0,33 |
| Jennifer Harß      | Deutschland | 3  | 190:00 | 6  | 1  | 94,17 | 1,89 |
| Florence Schelling | Schweiz     | 3  | 150:00 | 6  | 1  | 93,33 | 2,40 |
| Kim Martin         | Schweden    | 3  | 190:00 | 7  | 0  | 92,71 | 2,21 |
| Kim St-Pierre      | Kanada      | 2  | 120:00 | 1  | 1  | 92,31 | 0,50 |

## Abschlussplatzierungen
Die Platzierungen ergeben sich nach folgenden Kriterien:
- Plätze 1 bis 4: Ergebnisse im Finale sowie im Spiel um Platz 3
- Plätze 5 bis 8: Ergebnisse im Spiel um Platz 5 sowie im Spiel um Platz 7
- Plätze 9 bis 16 (Qualifikation): nach Platzierung – dann Punkten, dann Tordifferenz

| Rang | Nation      |
| ---- | ----------- |
| 1    | Kanada      |
| 2    | Schweden    |
| 3    | USA         |
| 4    | Finnland    |
| 5    | Deutschland |
| 6    | Russland    |
| 7    | Schweiz     |
| 8    | Italien     |

| Rang | Nation              |
| ---- | ------------------- |
| 9    | Kasachstan          |
| 10   | Volksrepublik China |
| 11   | Japan               |
| 12   | Lettland            |
| 13   | Frankreich          |
| 14   | Tschechien          |
| 15   | Norwegen            |
| 16   | Slowenien           |

## Medaillengewinner
| Olympiasieger Kanada | Meghan Agosta, Gillian Apps, Jennifer Botterill, Cassie Campbell, Gillian Ferrari, Danielle Goyette, Jayna Hefford, Gina Kingsbury, Charline Labonté, Becky Kellar, Carla MacLeod, Caroline Ouellette, Cherie Piper, Cheryl Pounder, Colleen Sostorics, Kim St-Pierre, Vicky Sunohara, Sarah Vaillancourt, Katie Weatherston, Hayley Wickenheiser Trainerin: Melody Davidson |

| Silber Schweden | Cecilia Andersson, Gunilla Andersson, Jenni Asserholt, Ann-Louise Edstrand, Joa Elfsberg, Emma Eliasson, Erika Holst, Nanna Jansson, Kristina Lundberg, Ylva Lindberg, Jenny Lindqvist, Kim Martin, Frida Nevalainen, Emelie O’Konor, Maria Rooth, Danijela Rundqvist, Therése Sjölander, Katarina Timglas, Anna Vikman, Pernilla Winberg Trainer: Peter Elander |

| Bronze USA | Caitlin Cahow, Julie Chu, Natalie Darwitz, Pam Dreyer, Tricia Dunn-Luoma, Molly Engstrom, Chanda Gunn, Jamie Hagerman, Kim Insalaco, Kathleen Kauth, Courtney Kennedy, Katie King, Kristin King, Sarah Parsons, Jenny Potter, Helen Resor, Angela Ruggiero, Kelly Stephens, Lyndsay Wall, Krissy Wendell Trainer: Ben Smith |

## Auszeichnungen
Spielertrophäen
| Auszeichnung          | Spieler             | Team     |
| --------------------- | ------------------- | -------- |
| Beste Torhüterin      | Kim Martin          | Schweden |
| Beste Verteidigerin   | Angela Ruggiero     | USA      |
| Beste Stürmerin       | Hayley Wickenheiser | Kanada   |
| Wertvollste Spielerin | Hayley Wickenheiser | Kanada   |

All-Star-Team
| Angriff:      | Maria Rooth – Hayley Wickenheiser – Gillian Apps |
| Verteidigung: | Carla MacLeod – Angela Ruggiero                  |
| Tor:          | Kim Martin                                       |